# أوستن إيجيدي
أوستن إيجيدي Austin Ejide (بالإنجليزية: Austin Ejide)‏، من مواليد 8 ابريل 1984 في أونيتشا في نيجيريا، لاعب كرة قدم نيجيري.
بدأ مسيرته الكروية مع نادي غابروس إنترناشونال في عام 1999، ولعب معهم حتى عام 2002، وفي عام 2002 انتقل إلى نادي النجم الساحلي التونسي، ولعب معهم حتى عام 2006، ومنذ عام 2006 وهو يلعب مع نادي باستيا الفرنسي.
منذ عام 2002 وهو يلعب مع منتخب نيجيريا لكرة القدم.

## روابط خارجية
- أوستن إيجيدي على موقع الاتحاد الدولي (مؤرشف)  (الإنجليزية)
- أوستن إيجيدي على موقع الاتحاد الأوربي (الإنجليزية)
- أوستن إيجيدي على موقع قاعدة بيانات كرة القدم.إي يو (الإنجليزية)
- أوستن إيجيدي على موقع ليكيب (الفرنسية)
- أوستن إيجيدي على موقع ناشيونال فوتبول تيمز (الإنجليزية)
- أوستن إيجيدي على موقع Soccerway.com (الإنجليزية)
- أوستن إيجيدي على موقع عالم كرة القدم.نت (الإنجليزية)
- أوستن إيجيدي على موقع AS.com (الإسبانية)